# Aljoetoors
Aljoetoors (нәмәлIу, nəməlʔu, Russisch: Алюторский) is een taal uit de Tsjoektsjo-Kamtsjadaalse taalfamilie en wordt gesproken in het noordelijke deel van de kraj Kamtsjatka. Door sommige linguïsten wordt het als een dialect van Korjaaks beschouwd.
De sprekers wonen vooral in het dorp Vyvenka in het district Oljoetorski en gedeeltelijk in een aantal dorpen daar in de buurt.
De naam is afgeleid van het niet meer bestaande dorpje Oljoet (Олюторское of Олюторка) waarvan de bewoners werden aangeduid als Aljoetor (алюта-лъы-н of элютэ-лъы-н). De sprekers noemden zich Nymylan (нымылан; autoniem: nəməlʔu) wat "dorpsbewoner" betekent. Deze aanduiding plaatste hen tegenover de Tsjavtsjoeven (Korjaken) wat "nomaden" betekent. Zowel de Nymylan als de Tsjavtsjoeven werden bij de komst van de Russen in de 17e eeuw naar Tsjoekotka aangeduid als "Korjaken". De benaming Korjaken is door de Russen overgenomen van de Joekagieren, die destijds als gidsen voor hen werkten.
Aanvankelijk bewoonden de Aljoetoren het hele noordelijke deel van het schiereiland Kamtsjatka op zowel de westelijke als oostelijke kusten als ook in Tsjoekotka. Nu echter vooral in het bovengenoemde district Oljoetorski. De kinderen werden in de Sovjetperiode naar kostscholen gestuurd waar ze Russisch leerden. De sprekers van het Aljoetoors zijn bezig over te gaan op Russisch. Aljoetoors wordt alleen nog thuis gebruikt, al spreken ouderen de taal nog wel actief en kunnen soms geen Russisch verstaan. De generatie daaronder spreekt het passief en mensen jonger dan 35 spreken alleen Russisch (in 1997). Bij de Russische volkstelling van 2002 gaven 40 mensen aan de taal te spreken. De etnische groep werd in 1997 geschat op 2000.

## Dialecten
- Aljoetorski (Standaard-Aljoetoors)
- Karaginski (Karaga)
- Palanski (Palana)

## Woorden in het Aljoetoors
- regenwulp: əvənʔusiriri (əvənʔ = 'bes'; -u = 'eten'; siriri = 'snip')